# Villa Hidalgo (Oaxaca)
Villa Hidalgo es una localidad del estado mexicano de Oaxaca. Es cabecera del municipio de Villa Hidalgo Yalálag.

## Demografía
| Censo | Población |
| ----- | --------- |
| 1900  | 3 238     |
| 1910  | 3 261     |
| 1921  | 3 407     |
| 1930  | 3 320     |
| 1940  | 3 020     |
| 1950  | 3 000     |
| 1960  | 3 117     |
| 1970  | 2 848     |
| 1980  | 1 941     |
| 1990  | 1 935     |
| 1995  | 1 912     |
| 2000  | 1 799     |
| 2005  | 1 659     |
| 2010  | 1 844     |
| 2020  | 1 752     |